# Acacia assimilis
Acacia assimilis é uma espécie de leguminosa do gênero Acacia, pertencente à família Fabaceae.